# Jacundá
Jacundá là một đô thị thuộc bang Pará, Brasil. Đô thị này có diện tích 2008,404 km², dân số năm 2007 là 51811 người, mật độ 25,8 người/km².